# Edworthy Park
Edworthy Park är en park i Kanada.   Den ligger i provinsen Alberta, i den centrala delen av landet, 2 900 km väster om huvudstaden Ottawa. Edworthy Park ligger 1 069 meter över havet.
Terrängen runt Edworthy Park är platt söderut, men norrut är den kuperad. Edworthy Park ligger nere i en dal. Runt Edworthy Park är det mycket tätbefolkat, med 1 411 invånare per kvadratkilometer.. Närmaste större samhälle är Calgary, 5,1 km öster om Edworthy Park.
Runt Edworthy Park är det i huvudsak tätbebyggt.